# Colonia
Colonia je chorvatská hudební skupina, jejich žánrem je elektronická disco hudba. Vznikla v roce 1996 ve městě Vinkovci a název si dala podle římského názvu města.
Skupinu tvoří zpěvačka Indra Vladić-Mujkić, programátor Tomislav Jelić a producent Boris Djurdjević. Na všech svých plakátech si nechávají zobrazit jenom svoje křestní jména. Někdy také spolupracují i s jinými skupinami, jako je například Karma. Koncertují v Chorvatsku, Bosně, Rakousku, Maďarsku, Itálii a dalších zemích.

## Diskografie
- Vatra i led (1997)
- Ritam ljubavi (1999)
- Jača nego ikad (2000)
- Milijun milja od nigde (2001)
- Izgubleji svijet (2002)
- Best of Vol.1(2002)
- Dolazi oluja (2003)
- Najbolje od svega (2005)
- Gold Edition (2006)
- Do kraja (2006)
- Do kraja Limited Edition (2007)
- Pod sretnom zvijezdom (2008)
- Pod sretnom zvijezdom Limited Edition (2009)
- Special Dance Edition (2009)
- Retro Active Early Years (2009)
- X Deset (2010)

V letech 2000 a 2001 také vyšly dvě Best-of CD.